# 本江 (射水市)
本江（ほんごう）は、富山県射水市の町名である。

## 概要
国道415号があり、町内の交通量は比較的多い。足洗公民館が所在し、足洗地区の中心地として機能している。

## 歴史
前身にあたる打出本江村は、射水郡の倉垣荘・加賀藩に所属していた。また、かつて打出宿と呼ばれ、3,000軒の家が家が軒を連ね、湊は北国一の廻船量を誇っていた。また、北陸街道道番人が字道番に置かれていた。
1889年（明治22年）からは打出本江村（後の本江村）の所属となり、村役場も大字打出本江村に置かれた。
1915年（大正4年）に現在の本江に改称。1953年（昭和28年）以降は新湊市の所属となり、2005年（平成17年）以降は射水市の所属となる。

## 地理
射水平野の海岸部にあり、北を富山湾に面する。
地区付近には足洗潟（足洗潟公園）がある。

## 経済
- 東洋ガスメーカー

## 世帯数と人口
2022年（令和4年）7月31日現在の世帯数と人口は以下の通りである。
| 町丁 | 世帯数  | 人口  |
| ---- | ------- | ----- |
| 本江 | 174世帯 | 440人 |

## 小・中学校の校区
市立小・中学校に通う場合、校区は以下の通りとなる。
| 番地 | 小学校             | 中学校             |
| ---- | ------------------ | ------------------ |
| 全域 | 射水市立東明小学校 | 射水市立射北中学校 |

## 交通

### 道路
国道
- 国道415号

都道府県道
- 富山県道204号
- 富山県道205号

## 施設
- 足洗公民館
- 加茂神社

## 参考出典
- 平凡社地方資料センター 編『富山県の地名 日本歴史地名大系 第16巻』平凡社、1994年。ISBN 4582910084。